# 皮亚琴察
皮亚琴察（義大利語：Piacenza，義大利語發音：[pjaˈtʃɛntsa] ⓘ）是意大利北部艾米利亚-罗马涅大区皮亚琴察省的一座城市，也是该省省会。作为地区的商业和工业中心，它设有天然气及石油提炼厂。此外它还生产水泥、食品、塑料、皮具以及农业机械。附近有一座空军基地。2013年的人口为100,413人。

## 地理
皮亚琴察位于艾米利亚和伦巴第的交界处，处于米兰的强烈影响之下，尤其是经济领域。它是铁路和公路网的重要枢纽。平均海拔61米，位于特雷比亚河进入波河的交汇处。南面15公里处出现丘陵，起伏的地势一直绵延至高耸的亚平宁山脉。

## 历史

### 古代
最早在皮亚琴察地区定居的是凯尔特人和利古里亚人的部落。前218年皮亚琴察建城（传统以5月31日为建城日）。它是最早的罗马共和国的军事殖民地之一。
罗马共和国向皮亚琴察与它附近的罗马殖民地克雷默那共遣送了6000名殖民者，主要由罗马骑士阶层组成。就在建城的同年汉尼拔在皮亚琴察附近获胜，但是皮亚琴察抵挡了迦太基的进攻。此后皮亚琴察附近的沼泽地被排干，在波河上建造了一座港口。皮亚琴察附近成为罗马的主要农业基地，皮亚琴察也随之兴旺起来了。虽然皮亚琴察多次被围攻、占领，但它始终能够恢复过来。一直到6世纪普罗科皮乌斯还称它为“艾米利亚大道上城市的公主”（Urbs Aemilia Princeps）。
在300年至700年的古代晚期基督教在皮亚琴察地区扩展，数位殉教者在这里生活过。皮亚琴察今天的保护人圣安东尼努斯就是一个基督化皮亚琴察地区的罗马军团士兵。他是在戴克里先统治时期殉教的。

### 中世纪
在535年至552年的哥特战争中皮亚琴察被哥特人攻占。短时期拜占庭帝国得以控制皮亚琴察，此后它又被伦巴底人占领，并成为伦巴底人的一个公国的首府。9世纪法兰克人占领皮亚琴察后它开始恢复。皮亚琴察位于从神圣罗马帝国通向罗马市的交通要道上。1000年后它的人口和重要性不断提高。在此期间城市的大权开始从封建领主转移到新兴的商人阶层和农村的封建主手中。
1095年在这里召开的皮亚琴察会议上发动了第一次十字军东征。从1126年开始皮亚琴察是一个独立城市，是伦巴底联盟的重要成员。它参加了反抗腓特烈一世的战争。在针对它的邻居克雷默那、帕维亚和帕尔马，扩大它的疆域。它还从马拉斯宾那伯爵和博比奥主教手中夺取了对通往热那亚的道路的控制。很早皮亚琴察的银行家就开始在热那亚开办分行了。
13世纪里皮亚琴察数次被腓特烈二世战败，但它还是在波河两岸伦巴底获取了一些重要堡垒。在中世纪皮亚琴察是一个重要的农业地区，商业也非常兴旺。这使得皮亚琴察成为当时欧洲最富有的城市之一。如同其它许多意大利城市一样，13世纪后半页皮亚琴察内部斗争非常激烈。1313年米兰的维斯康蒂家族占领皮亚琴察并在那里一直统治到1447年。吉昂·加莱阿佐·維斯孔蒂修改了城市的宪法并将帕维亚大学移到皮亚琴察。此后至1499年斯福尔扎家族统治皮亚琴察。

### 近代
靠着皮亚琴察农村地区的生产它在16世纪继续兴旺。城市建造了一座新城墙。到1521年皮亚琴察受法国统治。此后它短时间属于良十世统治的教宗国。最后，1545年它成为新成立的公國，由法爾內塞家族统治的帕尔马公国的領土。一开始皮亚琴察是这个公国的首都，后来首都被移到帕尔马。
17世纪里皮亚琴察遭受浩劫，三万居民中6千人死于饥荒，1.3万死于鼠疫。同时城市及其乡村遭受强盗和法国士兵的劫掠。
从1732年至1759年帕尔马和皮亚琴察受西班牙波旁王朝统治。
1802年拿破仑·波拿巴的军队占领皮亚琴察并将它并入法兰西帝国，从皮亚琴察征募的年轻士兵被送往俄罗斯、西班牙和德国。同时从皮亚琴察掠走众多艺术品，今天这些艺术品在许多法国博物馆中展出。
从1816年至1847年哈布斯堡王朝统治皮亚琴察。他们排除沼泽地的水、在特雷比亚河上建造了多座桥梁，并且建立了教育和艺术设施。

### 与意大利合并
1848年市民公投要求加入薩丁尼亞王國建立统一的意大利。37,585张选票中37,089张支持合并。意大利国王称皮亚琴察为“意大利统一的长子”（Primogenita dell'Unità di Italia）。加里波底领导的南征统一独立的军队中有许多来自皮亚琴察的士兵。
1865年铁路通到皮亚琴察。1891年意大利第一个工会在皮亚琴察成立。
第二次世界大战中皮亚琴察遭受盟军强烈轰炸。跨越波河的重要的铁路桥、火车站以及历史的市中心被毁。在城市周围的山地以及在亚平宁山脉中有游击队活动。1996年意大利总统奧斯卡·路易吉·斯卡爾法羅为此授予皮亚琴察金奖牌。

## 名胜
皮亚琴察是意大利最著名的艺术城市之一。它拥有众多历史性的宫殿，许多这些宫殿拥有豪华的花园。

### 宫殿

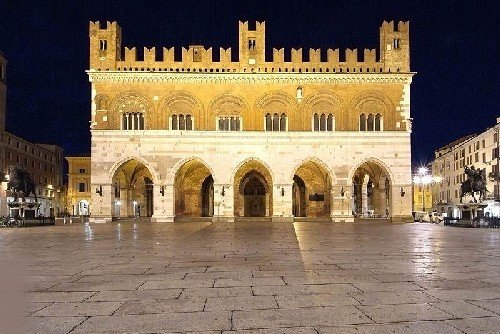
卡瓦利广场和红砖公社宫

- 公社宫（Palazzo Comunale）又称哥特宫（il Gotico）建于1281年，当时是市政府。它是意大利北部保存最好的中世纪民用建筑，它的结构是伦巴第典型的。只有原始设计的北面完成。它由拱廊围绕，中间的钟楼最高，两旁有两下子个比较矮的。正面的下部是用粉红色的大理石造的，上部是砖制的（装饰有几乎图形）。侧面有三个拱，上方有一扇玫瑰窗。主厅里有壁画，今天主要被用作会议、讲课和集会。
- 法尔内塞宫 (皮亚琴察)是1568年开建的，是法爾內塞家族公爵的住所。维尼奥拉参加修改设计。

### 其它
- 卡瓦利广场（Piazza Cavalli，直译为“马广场”）是皮亚琴察的中心广场，它的名字来自于广场上的青铜骑士雕像（皮亚琴察的两位公爵）。
- 皮亚琴察主教座堂（Duomo）是皮亚琴察-博比奥教区的主教座堂，也是意大利北部罗曼式大教堂中最宝贵的典范。内部有一个中厅和两个侧厅，25根巨大的支柱支持着其顶棚。它有14至16世纪的壁画以及15世纪的雕塑。在其墓室中保存着圣贾斯廷的遗体。

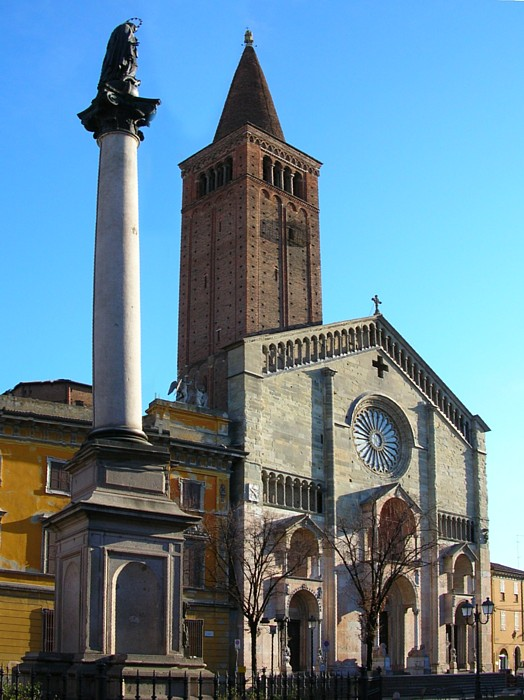
皮亚琴察主教座堂

- 圣方济各堂位于卡瓦利广场上，是一座12世纪罗曼式/哥特式建筑。由于它位于城市中心，因此在中世纪有民用避难所的作用。古代修道院的部分还保留着。正门的拱上雕塑着圣弗朗西斯的故事。内部分中厅和两个侧厅，粗壮而矮的砖柱支持着高的哥特式拱。地基呈十字状。装饰包括15至16世纪的壁画。1848年皮亚琴察并入撒丁王國就是在这座教堂中公布的。

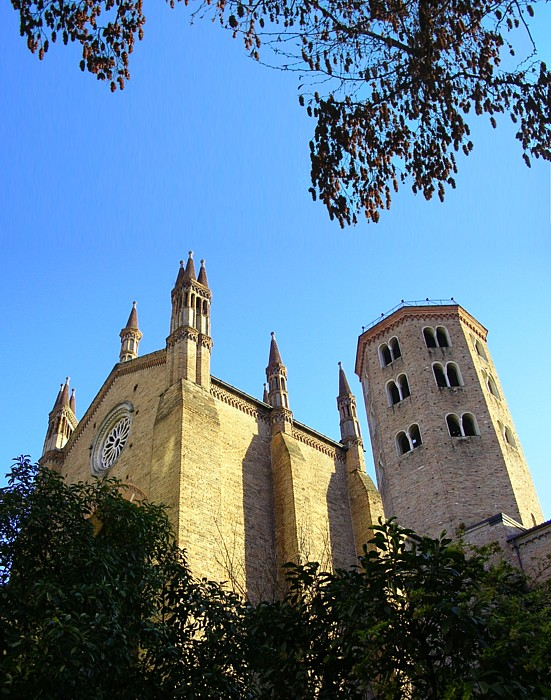
圣安多宁圣殿

- 圣安多宁圣殿是典型的罗曼式建筑，有一座典型的八变形塔。350年皮亚琴察的首位主教圣维克多为这座教堂奠基，375年完工。教堂内收留着殉教者的遗体。1183年腓特烈一世的代表与皮亚琴察的代表在此商议双方的和约。
- 圣撒比诺圣殿是903年开始建造的，直到1107年才完工。正面和大门是17、18世纪的，内部有12世纪的镶石地面，呈伦巴第-哥特风格。圣坛上的木十字架是12世纪的，艺术家不明。
- 运河圣若望堂是1220年由多明我会建造的，16世纪中扩建。
- 圣马丽亚是一座文艺复兴式的教堂，其中有一座显示过奇迹的木雕圣母。这座教堂建于1522年至1528年。里面有波德诺内画的壁画。
- 圣西斯笃堂

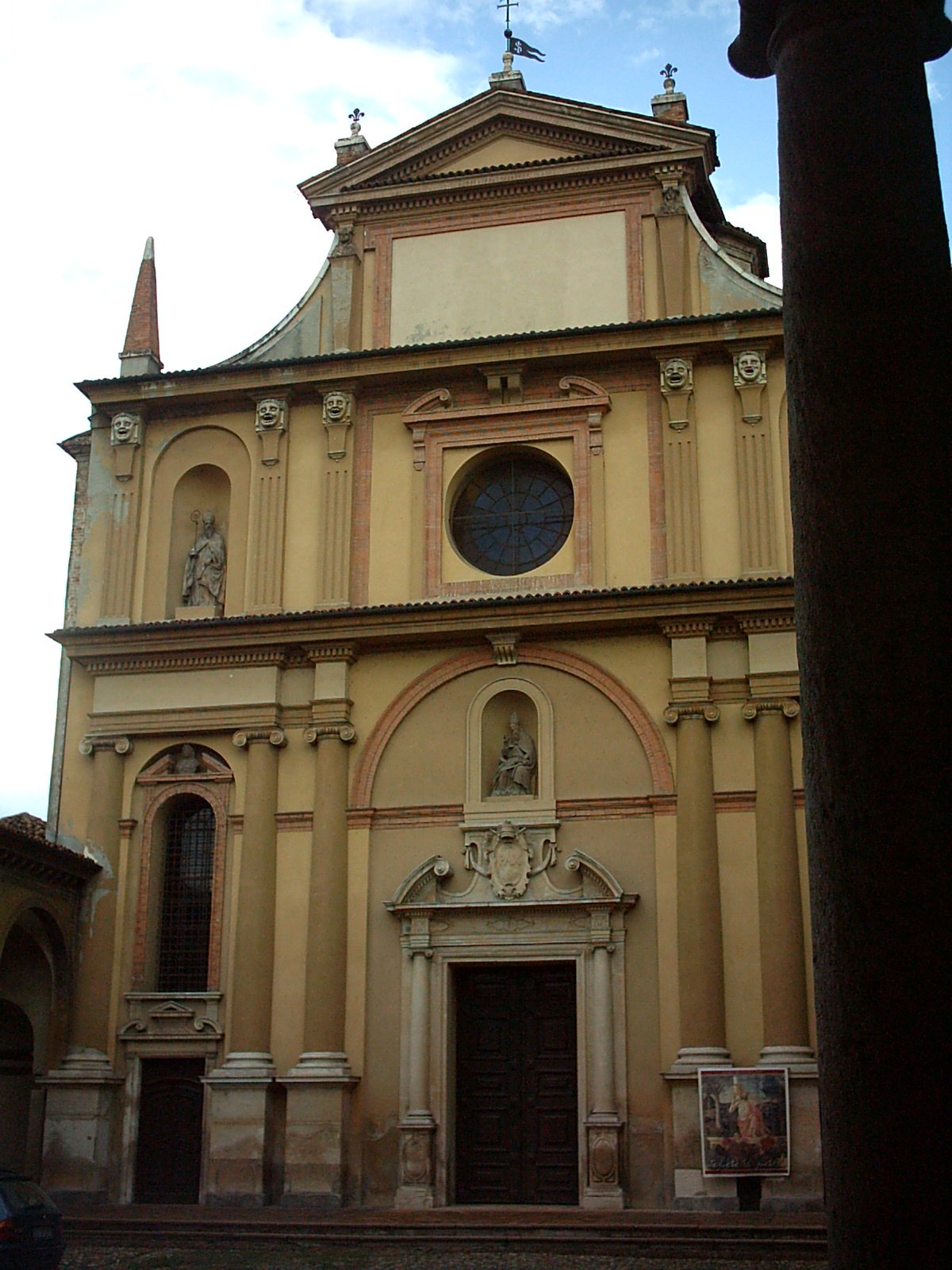
圣西斯笃堂

- 最著名的罗马前文化的遗迹是皮亚琴察铜肝（義大利語：Il Fegato Etrusco di Piacenza），这是一个前2世纪或前1世纪初制作的铜的羊肝模型。1877年它在皮亚琴察附近被发现，现藏皮亚琴察考古博物馆。其表面刻有说明肝的各个部分以及其意义的字，它可能用来作为宗教预言的模型。

## 方言
皮亚琴察和附近地区有许多人至今还在使用一种方言，这种方言与标准的意大利语区别相当大。由于它的语法和发音不同许多说标准意大利语的人听不懂这种方言。20世纪里这个方言的使用人数不断减小。

## 饮食
皮亚琴察及其省的盐猪肉产品非常有名。最著名的是意大利火腿（卷起的、腌的和加上香料的猪肚）、（卷起的猪颈，比火腿瘦，往往加上木炭烟的味道）和蒜肠。
伴随这些肉食的有当地特产的饼（Bortolina）和油炸的面食（Chisöla）。这些面食也可以与奶酪（尤其古冈佐拉）同食。
是一种特殊的由意式麵食与豆混合制成的食品。
其它当地的美食还有用糖浆保存的果干（mostarda di frutta）和用这种果干加上栗子和其它佐料做的面食（tortelli dolci），这种面食在复活节食食用。还有一种类似的配意大利芝士的面食。
皮亚琴察地区的主食有玉米（一般做成波倫塔）和米（一般做成烩饭）。面不像意大利南部那么多。当地还有特产的奶酪。
皮亚琴察周围的山区的葡萄园非常有名。当地出产的葡萄酒质量很高。

## 著名市民
- 皮亚琴察附近的一个村庄自称是克里斯托弗·哥伦布的出生地
- 著名的小提琴制作家瓜达尼尼家族从18世纪开始是皮亚琴察最著名的居民
- 足球运动员西蒙尼·因扎吉和菲利波·因扎吉以及时装设计师乔治·阿玛尼在皮亚琴察出生

## 姐妹城市
- —西班牙普拉森西亚
- —德国埃尔福特